# Musturzabalsuchus
Musturzabalsuchus is een geslacht van uitgestorven allodaposuchische eusuchische crocodyliformen uit het Laat-Krijt. Het type en de enige soort is Musturzabalsuchus buffetauti.

## Etymologie
De geslachtsnaam betekent 'verbrede snuit krokodil', met 'Musturzabal' wat 'brede snuit' betekent in het Baskisch en 'suchus' wat "krokodil" betekent in het Grieks. Het type en de enige soort is Musturzabalsuchus buffetauti, benoemd naar de Franse paleoherpetoloog Éric Buffetaut en in 1997 benoemd door Angela Buscalioni.

## Ontdekking
Het materiaal dat in 1997 aan Musturzabalsuchus werd toegewezen, is gevonden in de plaats Laño in Condado de Treviño, in het noorden van Spanje. Hoewel het dateert uit het Laat-Krijt, is de exacte leeftijd van de lagen waarin het materiaal van Musturzabalsuchus in de vindplaats voorkomt niet bekend: het is ofwel Laat-Campanien of zeer Vroeg-Maastrichtien. Ondanks de ongewoon grote hoeveelheid overblijfselen die tot het geslacht behoren, zijn de enige skeletelementen die bekend zijn van Musturzabalsuchus de boven- en onderkaak. Er zijn enkele fragmenten van deze botten gevonden in de plaats Armuña in de provincie Segovia die eerder werden aangeduid als een niet nader genoemde trematochampside. Net als het holotype MCNA 1881, een linkerbovenkaaksbeen, en paratypen MCNA 7478, een linkerbovenkaaksbeen; MCNA7479, een rechteronderkaak, MCNA7480, een rechteronderkaak en MCNA7482, een praemaxilla gevonden in Laño, dateren deze fossielen, gezamenlijk bekend als UPUAM-502, uit het Campanien-Maastrichtien. Een ander exemplaar (MHNM 10834.0) van de Fuveliaanse bruinkool uit Frankrijk is in 1999 toegewezen aan Musturzabalsuchus. De kenmerken die werden gebruikt om het materiaal in verband te brengen met bekendere exemplaren van Musturzabalsuchus uit Spanje werden echter in twijfel getrokken in een later onderzoek uit 2008. Materiaal van Musturzabalsuchus is recenter gevonden in Valencia, Spanje, dat iets ouder is dan exemplaren uit andere plaatsen, daterend uit het Vroeg- of Midden-Campanien.
Een afbeelding gebruikt in een studie uit 1869 door P. Matheron van krokodillenresten van de Fuveau Lignites (afbeelding) stelde een onderkaak voor die qua profiel vergelijkbaar was met die van Musturzabalsuchus, maar werd bestempeld als behorend tot de krokodil Crocodilus affuvelensis. In 1997 werd gesuggereerd dat vanwege deze blijkbare overeenkomst, samen met de vaagheid van de beschrijving in het artikel uit 1869 en het verlies van de syntypen, dat Crocodilus affuvelensis kon worden toegewezen aan Musturzabalsuchus, hoewel ook werd erkend dat het ontbreken van posterieur craniaal materiaal in het geslacht gedetailleerde vergelijkingen moeilijk maakte. Daarbij zou bij een aangenomen identiteit C. affuvelensis prioriteit hebben. Het benoemende artikel loste dat op door alleen een identiteit op geslachtsniveau te suggereren hoewel zo'n vaststelling betekenisloos is. Een recente studie uit 2008 over de exemplaren van Matheron concludeerde dat ze behoorden tot een nieuw geslacht dat zowel verschilt van Crocodylus als van Musturzabalsuchus, genaamd Massaliasuchus.

## Beschrijving
De kop van Musturzabalsuchus is ongeveer een voet lang.
Er werd maar één uniek afgeleid kenmerk ofwel autapomorfie vastgesteld. Het voorste deel van het bovenkaaksbeen is verticaal plat met een opvallend gebogen profiel en van het achterste deel gescheiden door een middelste insnoering terwijl de zijdelingse beenwand verticaal staat.

## Fylogenie
Musturzabalsuchus werd aanvankelijk toegewezen aan Alligatoroidea op basis van verschillende kenmerken, waaronder een laterale verplaatsing van het foramen aereum van het articulare. Bovendien past de vergrote vierde mandibulaire tand in een put in het rostrum. Het laatste kenmerk is alleen aanwezig in de meer afgeleide alligatoriden, niet bij de familie als geheel. De put waarin de vierde dentaire tand past, is achter de laatste premaxillaire tand geplaatst, vergelijkbaar met wat wordt gezien bij Diplocynodon hantoniensis, een andere vroege alligatoroïde. 
Recente fylogenetische studies vinden Musturzabalsuchus nu als een lid van Allodaposuchidae, buiten de Alligatoroidea. Musturzabalsuchus wordt echter meestal weggelaten uit fylogenetische analyses vanwege het ontbreken van voldoende anatomische informatie.

## Paleobiogeografie
Musturzabalsuchus en Acynodon, een even oude en tegelijkertijd benoemde krokodil die ook veel voorkomt in Laño, worden verondersteld nauw verwant te zijn aan Paleolauraziatische alligatoroïden. Het laatste geslacht is het enige bekende taxon buiten Noord-Amerika dat verwant is aan de meer afgeleide tribodonte alligatoriden uit het Laat-Krijt. Het is duidelijk dat Musturzabalsuchus endemisch was voor Europa en hoogstwaarschijnlijk beperkt was tot het eiland Ibero-Armorica, aangezien het geslacht afwezig is in Noord- en Oost-Europese locaties waar andere alligatoroïde fossielen zijn gevonden.